# Szabár Jakab
Szabár Jakab szlovénül Jakob Sabar (Horvátzsidány, 1802.  július 15. – Cserensócz 1863. december 14.) horvát származású római katolikus pap, vallási író. A Muravidéken működött és vend, illetve magyar nyelven is írt.

## Élete
Szabár egy Kőszeg melletti faluban született, vasi horvát (fehér horvát) családban. Szülei Szabar (sic!) József és Csárics Ilonka.

Szombathelyen és Kőszegen is tanult. 1826-ban Szombathelyen szentelték pappá, ezután egy évig a vashidegkúti (ma Cankova, Szlovénia) plébánosnál és tótsági esperesnél Bernyák Ferencnél volt káplán, utána áthelyezték Bántornyára (ma Turnišče, Szlovénia).

1833 januárjában kapta meg a kancsóczi (felsőszentbenedeki) Szent Benedek római katolikus templomot, ahol 1835 márciusáig látta el a papi teendőket.

Huszonnégy éven keresztül a felsőlendvai (ma Grad, Szlovénia) plébánia papja volt és 1859-ben helyezték utolsó állomására, az Alsólendva melletti Cserensóczra (Cserföld) (ma Črenšovci, Szlovénia), Zala vármegye).
Szabár elsősorban vallási tárgyú műveket írt, vagy vendül, vagy magyarul, mint például a keresztútról szóló írások.

## Művei
- Szvéta krizna pot, ali Bridko terplejnye (1869-ben megjelenő Küzmics Miklós-féle imakönyvhöz kötötték hozzá)